# Tepeapulco
Tepeapulco är en kommunhuvudort i Mexiko.   Den ligger i kommunen Tepeapulco och delstaten Hidalgo, i den sydöstra delen av landet, 70 km nordost om huvudstaden Mexico City. Tepeapulco ligger 2 504 meter över havet och antalet invånare är 14 935.
Terrängen runt Tepeapulco är huvudsakligen kuperad, men åt sydväst är den platt. Runt Tepeapulco är det ganska tätbefolkat, med 155 invånare per kvadratkilometer. Närmaste större samhälle är Ciudad Sahagun, 2,7 km sydväst om Tepeapulco. Trakten runt Tepeapulco består till största delen av jordbruksmark.